# Mianmar nos Jogos Olímpicos de Verão de 2012
Mianmar competiu nos Jogos Olímpicos de Verão de 2012, que aconteceram na cidade de Londres, no Reino Unido, de 27 de julho até 12 de agosto de 2012.

## Tiro
Masculino
| Atleta    | Evento                | Qualificação | Qualificação | Final       | Final       | Posição |
| Atleta    | Evento                | Placar       | Posição      | Placar      | Total       | Posição |
| --------- | --------------------- | ------------ | ------------ | ----------- | ----------- | ------- |
| Maung Kyu | Pistola de ar de 10 m | 565          | 39º          | Não avançou | Não avançou | 39º     |

## Tiro com arco
| Atleta       | Prova                | Rodada de classificação | Rodada de classificação | Ronda dos 64                                    | Ronda dos 32                        | Ronda dos 16           | Quartos-finais         | Semifinais             | Final                  | Final       |
| Atleta       | Prova                | Placar                  | Pos.                    | Adversário e resultado                          | Adversário e resultado              | Adversário e resultado | Adversário e resultado | Adversário e resultado | Adversário e resultado | Pos.        |
| ------------ | -------------------- | ----------------------- | ----------------------- | ----------------------------------------------- | ----------------------------------- | ---------------------- | ---------------------- | ---------------------- | ---------------------- | ----------- |
| Nay Myo Aung | Individual masculino | 646                     | 56º                     | FRA R. Girouille V 2-0, 0-2, 2-0, 1-1, 0-2, 1-0 | UKR M. Ivashko D 0-2, 1-1, 0-2, 0-2 | Não avançou            | Não avançou            | Não avançou            | Não avançou            | Não avançou |